# Торремормохон
Торремормохон (ісп. Torremormojón) — муніципалітет в Іспанії, у складі автономної спільноти Кастилія-і-Леон, у провінції Паленсія. Населення — 53 особи (2010).
Муніципалітет розташований на відстані близько 190 км на північний захід від Мадрида, 20 км на захід від Паленсії.

## Демографія
Динаміка населення (INE ):